# Lilia Dizon
Claire Dizon Strauss (Manila, 1928 - ibídem, 15 de juny de 2020) coneguda professionalment com Lilia Dizon, va ser una actriu filipina de veu espanyola activa als anys 40 i 50.

## Biografia
Era l'única filla de Regina Dizon, filipina, i d'Abraham "Abe" Strauss, un nord-americà d'origen jueu alemany.
A 15 anys, ella i la seva mare es van traslladar a Manila des de Baguio després de la Segona Guerra Mundial després que el seu pare marxés a Amèrica i després, va començar a actuar al teatre sota el nom de "Carol Strauss".
Va ser la dona de l'actor de LVN Pictures Gil de León, amb qui va tenir tres fills que finalment es convertirien en actors: Pinky de Leon, Christopher de León i Melissa de León. Va tenir un segon marit, Antonio V. Abad amb qui va tenir dues filles, Toni Abad i Cori Abad. Es va retirar de l'espectacle durant la dècada de 1980.
Dizon va morir el 15 de juny de 2020 a l'edat de 92 anys a causa de complicacions d'un càncer de pulmó amb metàstasi.